# Myrmecia simillima
Espèce
Synonymes
- Myrmecia affinis
- Myrmecia crudelis
- Myrmecia nigriventris
- Myrmecia paucidens
- Myrmecia spadicea
- Myrmecia tricolor
- Myrmecia tricolor rogeri

Myrmecia simillima est une espèce de fourmis originaires d'Australie. Les plus fortes populations de cette fourmi géante se trouvent sur la côte sud-est du pays, notamment dans l'État de la Nouvelle-Galles du Sud.
L'espèce est décrite pour la première fois en 1858.

## Nom vernaculaire et classement
Du fait de son agressivité, cet insecte social est aussi connu sous le nom vernaculaire de « fourmi bouledogue ».
La fourmi bouledogue appartient au genre Myrmecia, à la sous-famille Myrmeciinae.
La plupart des ancêtres des fourmis du genre Myrmecia n'ont été retrouvés que dans des fossiles, à l’exception de Nothomyrmecia macrops, seul parent vivant actuellement.

## Biologie
La taille des ouvrières de l'espèce Myrmecia simillima varie de 19 à 23 mm de long ; les reines peuvent atteindre 24 mm de long. Myrmecia simillima présente une tête et un thorax bruns, un abdomen noir, des mandibules et des pattes rougeâtres. Ses antennes sont d'un jaune tirant vers le brun. Son corps est couvert de poils grisâtres épars, très fins et longs ; cette pubescence peut être très abondante au niveau de l'abdomen.

## Source de la traduction
- (en) Cet article est partiellement ou en totalité issu de l’article de Wikipédia en anglais intitulé « Myrmecia simillima » (voir la liste des auteurs)..